# Frédéric Chassot
Frédéric Chassot (* 31. März 1969 in Montagny la Ville) ist ein ehemaliger Schweizer Fussballspieler, Sportchef und heutiger Fussballtrainer.
In seiner Aktivenzeit entwickelte sich der Romand zum Publikumsliebling und zur Kultfigur. Höhepunkte seiner Karriere waren seine beiden Tore im UEFA-Cup gegen Celtic Glasgow, die den FC Zürich, für den er von 1998 bis 2002 spielte, die Achtelfinalteilnahme ermöglichten. Seine Stationen im Schweizer Profifussball waren: Neuchâtel Xamax, Lausanne-Sports, FC Basel, FC Sion, FC Zürich, FC Aarau, YF Juventus (Amateurliga, wo er seine aktive Karriere im Sommer 2003 beendete).
Zurzeit ist er Assistenztrainer des FC Sion. Zwischen 2004 und 2007 amtete er bereits als Assistenztrainer und wurde danach Sportchef und Nachwuchstrainer.
Bei seinem Rücktritt konnte er auf 16 Einsätze in der Schweizer Fussballnationalmannschaft und 445 Partien in den höchsten Schweizer Fussballligen zurückblicken. Für den FC Zürich hatte er 107 Einsätze und schoss 22 Tore und kassierte 8 gelbe Karten (meistens für Reklamieren – er war für sein Temperament bekannt).
Im Oktober 2008 wurde Chassot neuer Sportchef des FC Sion, nachdem man Paolo Urfer gekündigt hatte.
Nachdem er im Jahr 2013 eine Auszeit nahm, um Trainerlizenzen zu erlangen, wurde er Assistenztrainer beim FC Sion an der Seite von Raimondo Ponte und Claudio Gentile. Am 28. September 2014, nach der Niederlage gegen den FC Vaduz am zehnten Spieltag der Super-League-Saison 2014/15, trat Chassot von seinem Amt als Trainer zurück, um sich auf seinen Posten als Sportchef zu konzentrieren. Aktuell trainiert er den FC Fribourg in der 1. Liga, der vierthöchsten Liga der Schweiz.